# Старик и ребёнок (фильм, 1967)
«Старик и ребёнок» (фр. Le Vieil Homme et l’Enfant) — художественный фильм, снятый французским режиссёром Клодом Берри. Мировая премьера фильма состоялась 11 марта 1967 года.

## Сюжет
Оккупированная немецкими войсками Франция. Еврейский мальчик Клод, растёт непослушным ребёнком и доставляет много хлопот своим родителям, которые решают отправить сына в деревню ради его же безопасности. В деревне Клод живёт у «дедушки», который не любит евреев и обожает своего пса. У старика нет своих внуков, и он не подозревая о национальности мальчика, принимает того с распростертыми объятиями. Мальчик обожает своего нового дедушку, но получает злорадное удовольствие, заставляя, того разглагольствовать о евреях, даже меняя роли: это дедушка имеет «внешний вид еврея».

## В ролях
- Мишель Симон — Пепе, «дедушка»
- Ален Коэн — Клод
- Шарль Деннер — отец Клода
- Зорица Лозич — мать Клода
- Люс Фабиоль — Меме, «бабушка»
- Роже Карель — Виктор

## Съёмочная группа
- Режиссёр-постановщик: Клод Берри
- Авторы сценария: Клод Берри, Жерар Браш, Мишель Ривелен
- Оператор-постановщик: Жан Пензер
- Композитор: Жорж Делерю
- Монтажёры: Денис Шарвейн, Софи Куссан
- Художники-постановщики: Жорж Леви, Морис Петри, Жак Коттин
- Продюсеры: Андре Юнебель, Пол Кадеак

## Награды
- 1967 — На Берлинском кинофестивале — Приз Серебряный медведь за лучшую мужскую роль — Мишель Симон
- 1967 — На Берлинском кинофестивале — Премия международного евангелического жюри